# 1800
Évszázadok: 17. század – 18. század – 19. század
Évtizedek: 1750-es évek – 1760-as évek – 1770-es évek – 1780-as évek – 1790-es évek – 1800-as évek – 1810-es évek – 1820-as évek – 1830-as évek – 1840-es évek – 1850-es évek
Évek: 1795 – 1796 – 1797 – 1798 –  1799 – 1800 – 1801 – 1802 – 1803 – 1804 – 1805
1800 a 18. század utolsó éve.

## Események

### Határozott dátumú események
- március 8. –  Bécsen kívül először Budán, a Várszínházban mutatják be Haydn A teremtés című oratóriumát.
- március 14. – VII. Pius pápa megválasztása.[1]
- május 7. – Ludwig van Beethoven koncertet ad a Várszínházban, Budán. [2]
- június 14.
  - A marengói csatában[3] Napóleon és Desaix egyesült csapatai vereséget mérnek az osztrákokra.
  - Az egyiptomi francia erők parancsnoka – Jean-Baptiste Kléber – merénylet áldozatául esik Kairóban.
- augusztus 1. – Az angol parlament megszavazza az uniós törvényt, azaz Nagy-Britannia és Írország Egyesült Királysága létrehozását.[4]
- szeptember 5. – Málta francia megszállóinak parancsnoka, Vaubois tábornok megadja magát a brit Henry Pigot tábornoknak. Véget ér Valletta kétéves ostroma.
- szeptember 30. – Megállapodás Franciaország és az Amerikai Egyesült Államok között, amely lezárja egyebek mellett az amerikai–francia tengeri háborút és felfüggeeszti az 1778-as francia-amerikai szövetséget.[5]
- október 1. – Franciaország titkos szerződésben megszerzi Spanyolországtól louisianai birtokát.[6]
- november 1. – John Adams lesz az első amerikai elnök, aki megválasztása után a Fehér Házba költözik, és ott lakik.
- november 17. – Az első kongresszusi ülés a washingtoni Capitolium épületében.

### Határozatlan dátumú események
- Dánia és Izland államközösségével megszűnik Izland önállósága.
- Napóleon megalapítja a Francia Nemzeti Bankot.

## Születések
- január 11. – Jedlik Ányos, természettudós, bencés szerzetes, a dinamó feltalálója és a szódavíz Magyarországon való gyártásának kidolgozója († 1895)
- január 14. – Ludwig von Köchel osztrák jogász, zenetörténész és természettudós, a Köchel-jegyzék megalkotója († 1877)
- január 22. – Jeszenák János, politikus, kormánybiztos az 1848–49-es szabadságharc vértanúja († 1849)
- január 26. – Répásy Mihály, honvéd tábornok († 1849)
- január 28. – Friedrich August Stüler, német építész és építészeti író († 1865)
- február 9. – Bing János, kereskedő, költő († 1880)
- február 11. – William Henry Fox Talbot, angol természettudós († 1877)
- február 12. – Dobozy István, királyi biztos († 1875)
- február 13. – Brassai Sámuel, polihisztor († 1897)
- február 22. – Tessedik Ferenc, ügyvéd, földrajzi utazó, író († 1844)
- május 1. – Landerer Lajos, nyomdász († 1854)
- május 28. – Gyenes Mihály, ügyvéd, városi mérnök, az első kecskeméti közpark megálmodója († 1868)
- augusztus 28. – Hüll Ferenc, tótsági esperes († 1880)
- december 1. – Vörösmarty Mihály, költő, író († 1855)
- december 3. – France Prešeren szlovén költő és jogász († 1849)
- december 14. – Josef Kriehuber, osztrák festőművész, litográfus († 1876)
- december 17. – Czuczor Gergely, költő, nyelvész, bencés tanár, az MTA tagja († 1866)

## Halálozások
- április 25. – William Cowper, angol költő (* 1731)
- május 7. – Niccolò Piccinni, olasz zeneszerző, korának egyik legnépszerűbb opera komponistája (* 1728)
- május 18. – Alekszandr Vasziljevics Szuvorov, herceg, orosz cári hadvezér, generalisszimusz (* 1729)
- június 14.
  - Jean-Baptiste Kléber, francia tábornok (* 1753)
  - Louis Charles Antoine Desaix, francia tábornok (* 1768)
- június 20. – Abraham Gotthelf Kästner, német matematikus és epigrammaíró (* 1719)
- augusztus 27. – Kerekes Sámuel, hírlapíró (* 1757 körül)
- október 4. – Johann Hermann, francia orvos és természettudós (* 1738)
- december 29. – Wesselényi Zsuzsanna, naplóíró (* 1744)